# Tadzjiker
Tadzjiker är ett iranskt folk bosatt i Centralasien. De uppgår till mellan 16,5 och 28,5 miljoner. De talar främst tadzjikiska, ett iranskt språk som ofta räknas som en persisk dialekt. Tadzjikerna utgör majoriteten av befolkningen i Tadzjikistan och den näst största befolkningsgruppen i Afghanistan. I Uzbekistan finns en tadzjikisk minoritet som är bosatt främst i Buchara och Samarkand.
Den persiska som tadzjikerna talar består av fyra grupper av mindre dialekter utan några distinkta gränser. Dialekterna överlappar dari i Afghanistan.

## Tadzjiker i Kina
Tadzjikerna är en av Kinas 56 officiella nationaliteter men trots namnet är Kinas tadzjiker ett separat östiranskt folkslag som talar östiranska språk till skillnad mot tadzjikiska som är ett västiranskt språk. Den tadzjikiska befolkningen i Kina uppgår till omkring 33 500 personer, och är bosatt främst i den västliga regionen Xinjiang; omkring 60 procent av dem lever i det tadzjikiska autonoma häradet Tasjkurgan. Tadzjikerna i Kina talar främst språket sarikoli (sariqul), som saknar etablerat skriftspråk. Några av dem talar wakhi. Uiguriska och kinesiska används för kontakt med andra språkgrupper.[källa behövs]